# Tałaszkińskie osiedle wiejskie
Tałaszkińskie osiedle wiejskie (ros. Талашкинское сельское поселение) – jednostka administracyjna (osiedle wiejskie) wchodząca w skład rejonu smoleńskiego w оbwodzie smoleńskim w Rosji.
Centrum administracyjnym osiedla wiejskiego jest wieś (ros. село, trb. sieło) Tałaszkino.

## Geografia
Powierzchnia osiedla wiejskiego wynosi 158,09 km², a główne rzeki to Soż i Upokoj (dopływ Wichry).

## Historia
Osiedle powstało na mocy uchwały obwodu smoleńskiego z 28 grudnia 2004 r. (z późniejszymi zmianami w uchwale z dnia 29 kwietnia 2006 roku).

## Demografia
W 2010 roku osiedle wiejskie zamieszkiwało 2596 mieszkańców.

## Miejscowości
W skład jednostki administracyjnej wchodzi 18 miejscowości: Bobyri, Giercziki, Griniewo, Drożżyno, DRSU-1, Kopanka, Łaptiewo, Mogotowo, Muchanino, Nikitino, Ostrow, Siemienkowo, Soż, Sumarokowo, Tałaszkino, Tałaszkinskoje Sielpo, Flonowo, Szerszuny.